# Maison-musée de Mammed Said Ordubadi (Bakou)
La Maison-musée de Mammad Said Ordubadi est un musée créé dans la maison où le célèbre écrivain azerbaïdjanais Mammad Said Ordubadi a vécu et travaillé. Le musée est situé dans la rue Khagani 19, Bakou.

## Histoire
Le musée a été fondé selon le décret pris le 16 juin 1976 par les organes directeurs de la République socialiste soviétique d'Azerbaïdjan le 31 octobre 1979 dans l'appartement où l'écrivain a vécu de 1938 jusqu'à la fin de sa vie. Le musée est actuellement sous le contrôle du ministère de la Culture et du Tourisme de la République d'Azerbaïdjan.

## Exposition
Près de 2000 objets exposés ont été rassemblés dans le fonds du musée. 300 d'entre eux sont exposés à l'exposition du musée. L'exposition est située dans deux pièces d'une superficie totale de 60 m². La première pièce était son bureau ainsi que sa salle à manger. La collection de peintures, photographies, graphiques, peintures à l'huile et livres de l'écrivain a été recueillie dans la première salle. L'aspect de la pièce est conservé tel qu'il était dans les derniers instants de la vie de l'écrivain.
La deuxième salle reflète toute l'activité de Mammad Said Ordubadi. Ici, il y a des exemples de livres, manuscrits, journaux et magazines publiés depuis le début du XXe siècle. Le public peut également se familiariser avec le modèle de la maison où l'écrivain est né à Nakhitchevan.